# LiuGong

Logo de LiuGong

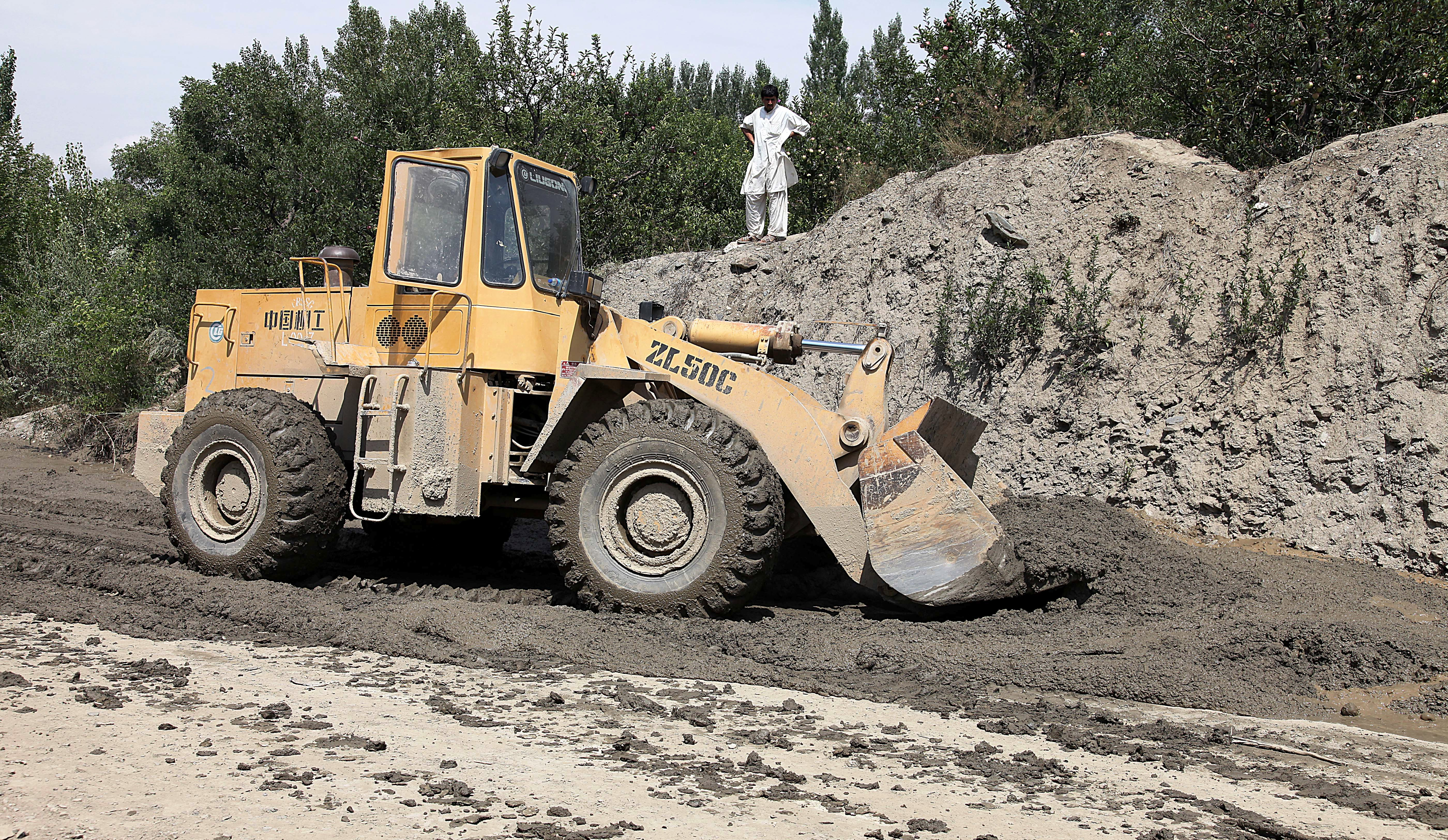
Chargeur sur pneus Liugong ZL50C

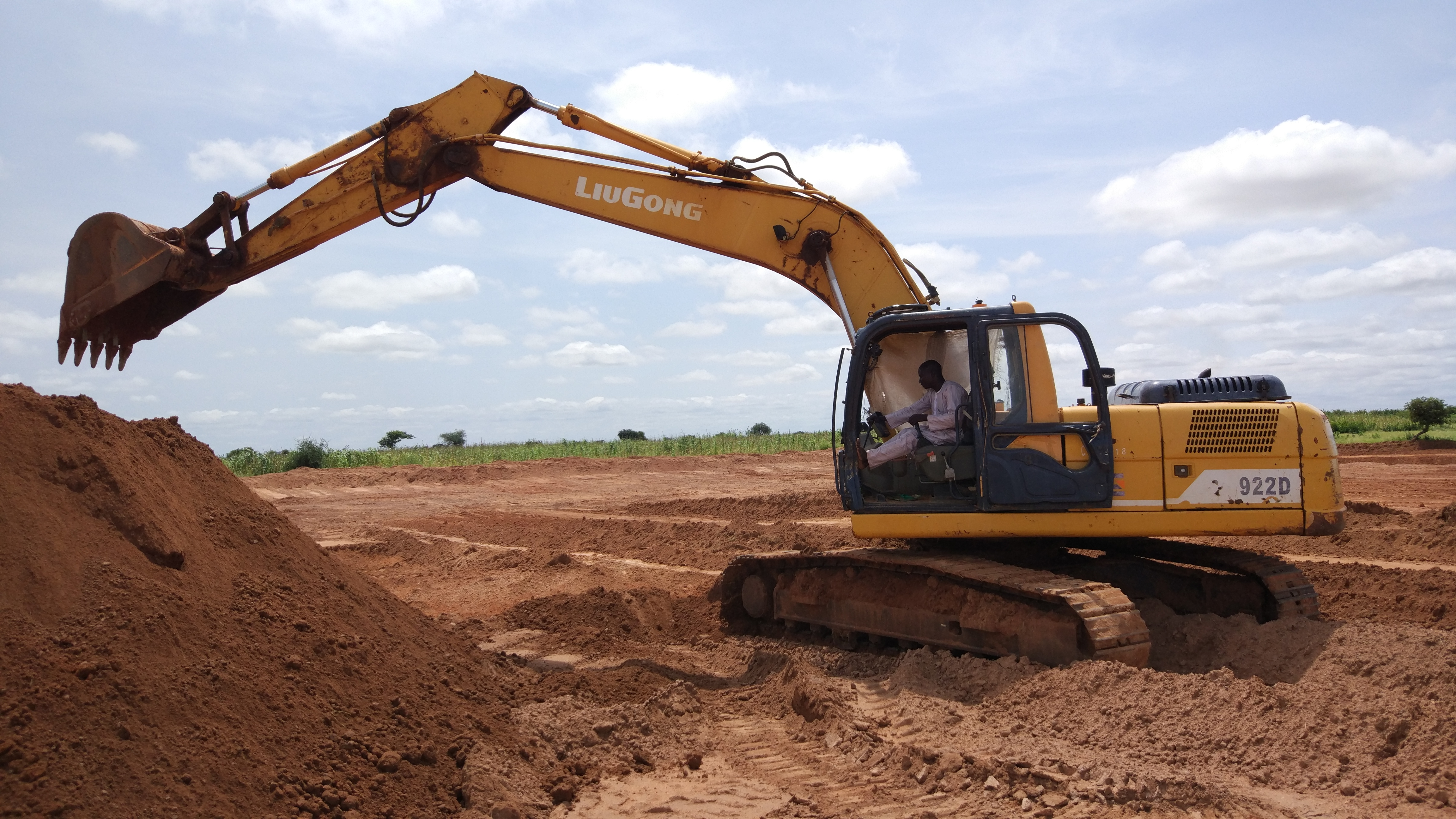
Excavatrice au Nigeria.

LiuGong (officiellement Guangxi LiuGong Machinery Co., Ltd.) est un fabricant chinois d'engins de chantier. Cette société a été fondée en 1958 à Liuzhou. En 1995, elle a conclu une coentreprise avec le fabricant de transmission allemand ZF, partenariat qui se poursuit aujourd'hui.
L'entreprise est cotée au CSI 300 et à la bourse de Shenzhen (SZSE : 000528).

## Produits
Liste non exhaustive
- Pelle mécanique hydraulique
- Chargeur sur pneus
- Rouleau compresseur
- Niveleuse
- Chariot élévateur